# CE-20
Le CE-20 est un moteur-fusée cryogénique indien de 200 kN de poussée mis en service en 2017 et propulsant l'étage supérieur du lanceur de GSLV Mk III. Sa réalisation est conçue par le Centre de systèmes de propulsion liquides (en), un des établissements de l’agence spatiale indienne l'ISRO. Il est le premier moteur cryogénique indien à utiliser un cycle générateur de gaz.

## Vue d'ensemble
Le CE-20 est le premier moteur cryogénique indien à utiliser un cycle générateur de gaz,. Le moteur produit une poussée nominale de 200 kN et a une gamme de poussée de fonctionnement comprise entre 180 kN et 220 kN et peut être réglé sur des valeurs fixes dans cette plage. La chambre de combustion brûle de l'hydrogène et d'oxygène liquide à 6 MPa avec un ratio de mélange de 5,05. Le moteur a un rapport poussée-poids de 34,7 et une impulsion spécifique de 444 secondes dans le vide (4,35 km/s). L’ISRO a testé le CE-20 le 28 avril 2015 au centre de test Mahendragiri et réalisé avec succès un essai de combustion de longue durée (635 secondes). Le 16 juillet 2015, le CE-20 a été de nouveau testé avec pour une durée de 800 secondes. Cette durée est d'environ 25% supérieure à la durée de combustion du moteur en vol prévue. Le 19 février 2016, le moteur cryogénique CE-20 était à nouveau testé pour une durée de 640 secondes au complexe de l’ISRO à Mahendragiri.

## Spécifications
Les spécifications du moteur comme indiquées sur les documents LPSC (en):
- Cycle de fonctionnement - Générateur de gaz
- Combinaison propergols - oxygène liquide / hydrogène liquide
- Poussée nominale dans le vide - 200 kN
- Variabilité de poussée opérationnelle - 180 kN à 220 kN
- Pression de la chambre de combustion - 6 MPa
- Ratio massique (Oxydant / carburant) - 5,05
- Impulsion spécifique - 443 ± 3 s
- Durée de combustion nominale - 595 secondes
- Débit total - 462 kg/s
- Rapport de surface de la tuyère - 100
- Masse - 588 kg